# Milișăuți
Milișăuți (en alemany: Milleschoutz) és una ciutat del comtat de Suceava, al nord-est de Romania. Es troba a la regió històrica de Bucovina. Milișăuți és el quinzè assentament urbà més gran del comtat, amb una població de 4.958 habitants, segons el cens del 2011.
Va ser declarada ciutat el 2004, juntament amb altres set localitats del comtat de Suceava. La ciutat administra l’antic poble de Bădeuți (que es va convertir en barri el 2004) i Gara i Lunca (amb l'estatus de pobles associats). El poble de Iaslovăț també va formar part de Milișăuți fins al 2002, quan es va dividir per formar una comuna separada.
La localitat es va anomenar Emil Bodnăraș del 1976 al 1996. Milișăuți es troba a la vora del riu Suceava i està relativament a prop de la ciutat de Rădăuți (8 km de distància).
Tot i ser una ciutat, la principal ocupació de la gent local és l'agricultura. Milișăuți és coneguda per la seva producció de col i cogombre.